# Isaac Kimeli
Isaac Kipruto Kimeli (Uasin Gishu, 9 marzo 1994) è un mezzofondista belga.

## Biografia
Di origine keniana, vive a Sint-Pieters-Leeuw, comune belga nella regione delle Fiandre.
Nel 2014 è stato campione belga nei 1500 m piani e l'anno successivo ha vinto la medaglia d'argento sui 5000 m piani agli europei under 23 di Tallinn 2015.
È arrivato secondo nella gara individuale seniores dei campionati europei di corsa campestre di Tilburg 2018, terminando la gara alle spalle del norvegese Filip Ingebrigtsen.
Ai mondiali di Doha 2019 è stato eliminato in semifinale nei 1500 m piani e si è piazzato quattordicesimo nei 5000 m piani.
Agli europei indoor di Toruń 2021 si è aggiudicato l'argento nei 3000 m piani, terminando la corsa alle spalle del norvegese Jakob Ingebrigtsen. Nel medesimo anno partecipa anche ai Giochi olimpici, concludendo la gara dei 10000 m piani in diciottesima posizione con un tempo di 28'31"91.

## Palmarès
| Anno | Manifestazione    | Sede                | Evento         | Risultato  | Prestazione | Note                                     |
| ---- | ----------------- | ------------------- | -------------- | ---------- | ----------- | ---------------------------------------- |
| 2012 | Europei di cross  | Szentendre          | Corsa U20      | 6º         | 19'00"      |                                          |
| 2013 | Mondiali di cross | Bydgoszcz           | Corsa U20      | 30º        | 23'15"      |                                          |
| 2013 | Europei di cross  | Belgrado            | Corsa U20      | Argento    | 17'51"      |                                          |
| 2014 | Europei           | Zurigo              | 1500 m piani   | Batteria   | 3'41"96     |                                          |
| 2015 | Europei U23       | Tallinn             | 5000 m piani   | Argento    | 13'54"33    |                                          |
| 2016 | Europei           | Amsterdam           | 1500 m piani   | 9º         | 3'47"92     |                                          |
| 2016 | Europei di cross  | Chia                | Corsa U23      | Oro        | 22'48"      |                                          |
| 2017 | Mondiali di cross | Kampala             | Corsa seniores | dnf        | dnf         |                                          |
| 2018 | Europei           | Berlino             | 1500 m piani   | Batteria   | 3'42"77     |                                          |
| 2018 | Europei           | Berlino             | 5000 m piani   | dq         | dq          |                                          |
| 2018 | Europei di cross  | Tilburg             | Corsa seniores | Argento    | 28'52"      |                                          |
| 2019 | Mondiali          | Doha                | 1500 m piani   | Semifinale | 3'37"50     |                                          |
| 2019 | Mondiali          | Doha                | 5000 m piani   | 14º        | 13'44"29    |                                          |
| 2019 | Europei di cross  | Lisbona             | Corsa seniores | 8º         | 30'46"      |                                          |
| 2021 | Europei indoor    | Toruń               | 3000 m piani   | Argento    | 7'49"41     |                                          |
| 2021 | Giochi olimpici   | Tokyo               | 5000 m piani   | Batteria   | 13'57"36    |                                          |
| 2021 | Giochi olimpici   | Tokyo               | 10000 m piani  | 18º        | 28'31"91    |                                          |
| 2022 | Mondiali indoor   | Belgrado            | 3000 m piani   | Finale     | dns         |                                          |
| 2022 | Mondiali          | Eugene              | 10000 m piani  | 10º        | 27'43"50    | Miglior prestazione personale stagionale |
| 2022 | Europei           | Monaco              | 5000 m piani   | 11º        | 13'33"39    |                                          |
| 2022 | Europei           | Monaco              | 10000 m piani  | dnf        | dnf         |                                          |
| 2022 | Europei di cross  | Venaria Reale       | Corsa seniores | Bronzo     | 29'45"      |                                          |
| 2022 | Europei di cross  | Venaria Reale       | A squadre      | 4º         | 36 p.       |                                          |
| 2023 | Mondiali          | Budapest            | 10000 m piani  | 13º        | 28'20"77    | Miglior prestazione personale stagionale |
| 2024 | Europei           | Roma                | 10000 m piani  | 14º        | 28'17"84    |                                          |
| 2024 | Giochi olimpici   | Parigi              | 5000 m piani   | 8º         | 13'18"10    |                                          |
| 2024 | Giochi olimpici   | Parigi              | 10000 m piani  | 19º        | 27'51"52    |                                          |
| 2024 | Europei di cross  | Antalya             | Corsa seniores | 4º         | 22'34"      |                                          |
| 2024 | Europei di cross  | Antalya             | A squadre      | Argento    | 37 p.       |                                          |
| 2025 | Europei su strada | Bruxelles e Lovanio | 10 km          | Bronzo     | 27'58"      | Miglior prestazione personale            |
| 2025 | Europei su strada | Bruxelles e Lovanio | A squadre      | Bronzo     | 1h25'22"    |                                          |

## Campionati nazionali
2012
- 6º ai campionati belgi, 1500 m piani - 3'50"88
- Bronzo ai campionati belgi juniores, 1500 m piani - 4'07"78

2013
- Bronzo ai campionati belgi, 1500 m piani - 3'54"84
- Oro ai campionati belgi juniores, 1500 m piani - 3'55"05

2014
- Oro ai campionati belgi, 1500 m piani - 3'52"34

2020
- Oro ai campionati belgi di 10 km su strada - 28'17"

2022
- Oro ai campionati belgi indoor, 3000 m piani - 7'46"62

2023
- Oro ai campionati belgi, 5000 m piani - 13'25"56
- Oro ai campionati belgi di corsa campestre - 25'45"

## Altre competizioni internazionali
2011
- 9º al Festival olimpico della gioventù europea ( Trebisonda), 1500 m piani - 3'58"80
- Bronzo al Memorial Van Damme ( Bruxelles), 1000 m piani - 2'32"85

2017
- 7º al Memorial Van Damme ( Bruxelles), 1500 m piani - 3'41"45
- 4º agli FBK Games ( Hengelo), 800 m piani - 1'47"10

2019
- Oro nella First League degli Europei a squadre ( Sandnes), 3000 m piani - 8'09"09
- Oro al Memorial Van Damme ( Bruxelles), 5000 m piani - 13'13"02

2020
- 6º al Golden Gala Pietro Mennea ( Roma), 3000 m piani - 7'47"48
- 8º al Memorial Van Damme ( Bruxelles), 1500 m piani - 3'38"54

2021
- 12º al Golden Gala ( Firenze), 5000 m piani - 13'21"66
- 9º all'Indoor Meeting Karlsruhe ( Karlsruhe), 3000 m piani - 7'52"24

2022
- 12º al Meeting de Paris ( Parigi), 5000 m piani - 13'35"74

2023
- Argento al CrossCup de Hannut ( Hannut) - 28'48"

2024
- Bronzo al Weltklasse Zürich ( Zurigo), 3000 m piani - 7'41"30
- 6º al CrossCup de Hannut ( Hannut) - 29'14"

2025
- Oro all'Athletissima ( Losanna), 5000 m piani - 13'07"67

## Riconoscimenti
- Gouden Spike (giovane talento)  (2015)